# Jezik Aari
Jezik Aari (ari, ara, aro, aarai, "shankilla", "shankillinya", "shankilligna"; ISO 639-3: aiz), je južnoomotski jezik, ki ga govorijo 290,000 ljudi (2007) iz plemena Aari v regiji Omo v Etiopiji.
Obstaja več narečij: gozza, bako (baco), biyo (bio), galila, laydo, seyki, shangama, sido, uhubahamer (ubamer) in zeddo. Nekateri so dvojezični v amharščini ali gofi (Wolaytta). 
Starejše kodno ime je bilo ISO 639-3: aiz, ki je bilo razdeljeno na aari [aiw] (novi identifikator) in Gayil [gyl]. 

## Zgodovina
Ljudstvo Aari je bilo pod velikim pritiskom asimilacije po osvojitvi regije reke Omo s strani Etiopskega imperija v poznih 19. stoletjih, kar je povzročilo široko sprejetje tamkajšnjega amharskega jezika. Kljub temu je jezik Aari preživel; danes mnogi iz ljudstva Aari tekoče govorijo tudi amharščino.